# By the Hand of the Father
By the Hand of the Father je studiové album amerického hudebníka Alejandra Escoveda. Vydáno bylo v květnu roku 2002 společností Texas Music Group a jeho producentem byl Steven Soles. Písně na albu vychází ze stejnojmenného divadelního představení. Jde o konceptuální album pojednávající o Mexičanech, kteří se na počátku dvacátého století snažili najít nový domov v USA.

## Seznam skladeb
1. By the Hand of the Father Theme – 2:57
2. Wave – 5:27
3. Did You Tell Me? – 3:36
4. Dos Hermanos/Two Brothers – 2:35
5. Ballad of the Sun and the Moon – 5:37
6. Mexico Americano – 2:52
7. Seven Years – 0:46
8. Rosalie – 5:36
9. Hard Road – 4:23
10. 59 Years – 2:05
11. Inside This Dance – 4:51
12. Cancion Mixteca – 5:05
13. With These Hands – 4:43
14. Silence – 6:40
15. And Yet/Theme – 4:38

## Obsazení
- Alejandro Escovedo – zpěv, kytara
- Pete Escovedo – perkuse
- Elliott Baribeault – baskytara, bajo sexto, doprovodné vokály
- Quetzal Flores – bajo sexto
- Rosie Flores – zpěv
- Otoño Lujan – akordeon
- Rocío Marron – housle
- Hector Muñoz – perkuse
- Doug Pettibone – kytara
- Rubén Ramos – zpěv
- César Rosas – zpěv
- J. Steven Soles – baskytara, klavír, zpěv
- Gabriel Tenorio – kytara, requinto